# チーム・ウェリントンFC
チーム・ウェリントンFC（Team Wellington Football Club）は、ニュージーランドのウェリントンに本拠地を置くサッカークラブ。

## 概要
2004年、オーストラリア・ニュージーランドを中心としたオセアニア各地のサッカーリーグ再編、オセアニア地域の国際大会であるオセアニアクラブ選手権（現：OFCチャンピオンズリーグ）の創設など、サッカー環境の整備が行われる中で創設されたクラブのひとつである。
2004-05シーズン、チーム・ウェリントンは期待された成績を下回り6位になった。翌シーズンは改善し4位で終えた。
2015-16、2016-17シーズンと、2年連続でニュージーランド・フットボールチャンピオンシップを制しているが、OFCチャンピオンズリーグでは2015年、2016年、2017年と3年連続でオークランド・シティFCと決勝で対戦するもすべて敗れ、FIFAクラブワールドカップの出場を逃した。2017-18シーズンはリーグ戦優勝こそオークランド・シティに譲ったが、OFCチャンピオンズリーグでは準決勝でオークランド・シティを破って8連覇を阻止、決勝ではフィジーのラウトカFCに勝利し、初のオセアニア王者となった。
FIFAクラブワールドカップ2018に初出場を果たすと、1回戦で開催国王者のアル・アインFCと対戦し、前半だけで3点のリードを奪うも、後半に追いつかれPK戦の末に敗れた。

## 現所属メンバー
2018年12月7日現在 
注：選手の国籍表記はFIFAの定めた代表資格ルールに基づく。
| No. | Pos. |                  | 選手名                      |
| --- | ---- | ---------------- | --------------------------- |
| 1   | GK   | ニュージーランド | スコット・バサライ          |
| 2   | DF   | ニュージーランド | ジャスティン・ガレー (主将) |
| 3   | DF   | ニュージーランド | スコット・ヒリアー          |
| 4   | DF   | ニュージーランド | マリオ・イリッチ            |
| 5   | DF   | ニュージーランド | リアム・ウッド              |
| 6   | DF   | ニュージーランド | テイラー・シュライヴァース  |
| 7   | MF   | アイルランド島   | エリック・モロイ            |
| 8   | MF   | ニュージーランド | ヘンリー・キャメロン        |
| 9   | FW   | ニュージーランド | トム・ジャクソン            |
| 10  | FW   | ニュージーランド | ナサニエル・ハイレマリアム  |
| 11  | MF   | アルゼンチン     | マリオ・バルシア            |
| 12  | MF   | ニュージーランド | アンディ・ベヴィン          |

| No. | Pos. |                  | 選手名                         |
| --- | ---- | ---------------- | ------------------------------ |
| 13  | DF   | ニューカレドニア | ロイ・カヤラ                   |
| 14  | MF   | ニュージーランド | ジャック＝ヘンリー・シンクレア |
| 15  | DF   | ソロモン諸島     | マイケル・ボソ                 |
| 16  | FW   | ニュージーランド | アンガス・キルコリー           |
| 17  | DF   | ニュージーランド | アレックス・パレゼビッチ       |
| 18  | MF   | ニュージーランド | アーロン・クラファム           |
| 19  | FW   | ガーンジー       | ロス・アレン                   |
| 20  | MF   | ニュージーランド | ティアン・マヌエル             |
| 21  | FW   | ニュージーランド | ハミシュ・ワトソン             |
| 22  | GK   | ニュージーランド | マルセル・カンプマン           |
| 23  | GK   | ニュージーランド | チャーリー・モリス             |
| 24  | FW   | マルティニーク   | スティーブン・レセフェル       |

## タイトル

### 国内タイトル
- ニュージーランド・フットボールチャンピオンシップ：3回
  - 2015-16,2016-17,2020-21

### 国際タイトル
- OFCチャンピオンズリーグ : 1回
  - 2018